# 知識基礎理論
知識基礎理論（Knowledge-based theory of the firm，KBT）是一種將知識視為企業重要資源的理論。

## 理論概述
知識有別於數據（Data）與資訊（Information），是一種經過系統化、結構化之直覺、經驗與事實【Davenport，
1998】；知識組成的元素包含了資訊（information）、科技（technology）、關鍵技術（know how）及技巧
（skill）；藉由知識可以增加企業產品產出的價值，並且取得競爭上的優勢；知識可區分為外顯知識（explicit knowledge）及內隱知識（tacit knowledge），外顯知識可透過文字、規則或是語言來傳遞，內隱知識存在於個體
之中；而知識的來源大多存在於個體中，而生產必須結合不同及特定的知識。因此企業最主要的工作是創造及運用知識。
深入瞭解知識本質，利用組織結構和知識管理的互相配合，達到有效率的知識創造、利用及移轉來創造價值；不同的知識用以解決不同的問題，透過整合企業個體（企業成員，如員工、小組或是部門）的知識可以獲得新的知識界此解決新企業再營運時遇到的新問題，再藉由散佈使得企業成員能力得以提升以取得競爭的優勢。Grant認為下述五個特性描述分析組織如何透過知識產生價值【Grant，1996】：
- 可轉移性（Transferability）
- 整合的能力（Capacity for aggregation）
- 專用性（Appropriability）
- 知識獲得的專門化（Specialization in knowledge acquisition）
- 生產所需要的知識（The knowledge requirements of production）

## 理論演變
在文獻探討的更程中發現大多是的學者是以原本的KBT理論精神為主，陸陸續續指出KBT所必須在加強的，而於1995及1996年時Grant透過上述的觀點進行整合及加強。
KBT衍生自「資源基礎理論」， Wernerfelt循著Penrose的觀點，首先提出「資源基礎理論」（Resource-Based View，RBV），相對於過往的理論而言，RBV強調應以企業的「資源位置」取代傳統的產品觀點，做為擬定企業策略的思考方向；企業必須創造與把握資源的優勢情境，在管理上強化資源效率，使其所累積及培養的資源優勢，為競爭者無法直接或間接取得，而形成長期且持續的競爭優勢【Wernerfelt，1984】。雖然在RBV將知識視為組織在取得競爭優勢上重要的資源，但是嚴格來說RBV將知識視為一般性的資源，並未加以描述知識的特徵，並且亦未對知識進行區分種類的區分，而KBT則是強化了知識的重要性，並且將知識視為企業內部最主要的資源【Grant，1995、1996，Spender，1996】。
由於KBT將知識視為企業最大的資源，而企業運作的目的也是要創造並運用知識因此有學者認為應該透過學習組織（Learning Organization）來強化企業的知識基礎（Knowledge-based）（e.g.Senge,1990），有的學者則是指出在此觀點下整合各種不同獨立知識的困難（e.g.Kogut and Zander,1992），有的學者則是指出組織必須擁有吸收的能力，必須能夠吸收組織外的知識【Cohen and Levinthal，1990】。
而Grant認為下述五個特性描述分析組織如何透過知識產生價值【Grant，1996】：
1. 可轉移性（Transferability）：當知識產生後幾乎可以不需再花費任何的成本就可以轉移至其他個體上；而外顯知識可藉由溝通的方式進行轉移，內隱知識必須透過觀察，觀察個體如何應用在實例中運用的方式來進行轉移。
2. 整合的能力（Capacity for aggregation）：已存在的知識可以藉由吸收（absorption）的方式與新的知識融合成一體；而知識可以透過共通語言（common language）的解釋大幅強化知識聚合的效率。
3. 專用性（Appropriability）：KBT將知識視為重要的資源，而不同的知識是針對用各種不同且複雜的問題提供一個可能的解決方案；內隱知識由於無法直接的轉換，因此也較難於定義適合處理何種問題，但是內隱知識可藉由觀察它的運用來定義適合處理何種問題；外顯知識在適用性上也有兩個重要的問題，第一：外顯知識是公開的，任何熟悉它的個體都可以轉售它並且不會造成外顯知識的損失，第二：外顯知識較不適用於使用在行銷上的問題，舉例而言透過法令規章可以保護專利權和著作權，但是想要拉攏潛在的客戶，是必須透過行銷活動達成。
4. 知識獲得的專門化（Specialization in knowledge acquisition）：為了提高知識產出的效率，需要更多的個體專門針對特別的領域；在此的知識產出指的是產生新的知識。
5. 生產所需的知識（The knowledge requirements of production）：生產是將輸入（input）轉換為輸出（output）的過程，而KBT的基本假設中認為知識是生產的重要的輸入資源，的確環視所有人類的生產，這一些生產所依賴的是知識，而製造用的機器只是用來將這一些知識達到具體化的目的。

知識的協調整合機制
而在組織中專業知識的協調是相當困難的。過去焦點在合作導致對合作由官僚強加的等級制度和當局聯繫的重點。專業知識可能被協調使用以下機制【Grant，1996】：
1. 規則和指令（Rules and directives）：這些包括禮節、社會準則和規程。
2. 程式化（Sequencing）：各個專家的輸入獨立地發生在自己的時隙（Time slot）。
3. 慣例（Routines）：針對例行性的事務已經有一定的規則及方法。
4. 小組決策和政策制定（Group problem solving and decision making）：不同於1-3點尋找效率通過使減到最小的通信，任務處在高度的複雜和不確定性時，更要求加個體間的聯絡和溝通。

## 一般性知識的角色
上述機制是方式用來協調個體的專業知識，而藉由此方式可協調並且取決於那些是一般性知識並且在於組織成員之中。共通知識類型【Grant，1996】：
1. 語言和其它象徵性符號的溝通（Language and Other forms of symbolic communication）：識字, 數理知識, 軟體, 統計的形式。
2. 專業知識的共享性（Commonality of specialized knowledge）：這是似是而非但專業的知識，二個人有共同興趣, 複雜他們的通信可能是。當然，溝通的目的是將專業知識分享，如果二個人擁有同樣的知識，哪麼便無法看見知識整合帶來的好處，藉由整合化可是組織中每個個體都擁有公開的知識，但是要取得這樣的優勢必須有一個大前提，哪就是必須擁有一個整合的知識平台。
3. 分享的意思（Shared meaning）：共同的精神框架考慮到心照不宣的資訊調動。隱喻、比喻, 和故事均可能各自不同的解讀，因此如何將內隱的知識轉換為外顯的知識就顯得格外的重要，透過外顯知識的共享，才能使得不同知識真正的意義讓不同的個體得以了解。
4. 知識域的認識（Recognition of individual knowledge domains）：需要知道什麼其他人知道，並且能夠協調支援他們。

企業的能力集成知識由個體舉行在組織之內創造它的競爭優勢。當然個體是流動的, 組織能力取決於整合化機制，而非組織中單一個體所擁有的專家知識。這使增長的共同的知識，比加深的專家知識導致組織實踐譬如交叉訓練、工作自轉…等，來的重要，而藉由聚合的能力更能加寬加廣知識的範圍，並且藉由知識的轉移強化企業。

## 知識整合、組織能力與競爭優勢
Grant【Grant，1995、1996】認為所有的組織都會遇到二類型的問題，一是「合作」（Cooperation）的問題：一是「協調」（Coordination）的問題，整合就是為了解決組織在協調方面的問題，在多成員之間進行協調、合作，讓每個成員所具之專業知識被充分的運用；知識要擴大層級、範圍的方法很多，而學習過程往往需要組織投入大量成本，故組織目標並不應全然著重於促進全體組織成員之間互相的學習，「不應讓所有的人去學習所有的事」，而是利用不同層級的結構及機制去劃分，舉例來說，企業可以用模組化的方式深入有效率的學習、整合。因此，重點在於設計適當的組織結構、善用權授、溝通或是決策的各種機制，將存於個人中的特有知識（Specialized Knowledge）加以整合成為組織能力，達到最具競爭力的利用。Frans A.J. and Raymond於2000年時也提出類似概念，組織藉由個人層次管理知識（Managerial Knowledge）之整合，創造出組織的管理能力和管理的競爭優勢。因此，在知識理論背景下的組織競爭優勢，是將儲存於個人的知識經整合，逐漸形成由不同層級組織能力，愈高層級的組織能力愈難達成、愈是需要大量的溝通和大範圍的知識整合而成。